# Emily Day
Emily Day Capers (geb. Day, * 9. August 1987 in Torrance) ist eine US-amerikanische Volleyball- und  Beachvolleyballspielerin.

## Karriere Hallenvolleyball
Day interessierte sich sportlich zunächst für Fußball. 2005 entschied sie sich während ihres Studiums an der Loyola Marymount University schließlich für Volleyball. Bis zu ihrem Abschluss 2009 spielte sie in der Universitätsmannschaft. Anschließend wechselte sie zum Schweizer Verein VBC Franches-Montagnes.

## Karriere Beachvolleyball
2007 begann Day mit dem Beachvolleyball und qualifizierte sich mit ihrer Partnerin Heather Hughes als jüngstes Team für die Hauptrunde eines AVP-Turniers. Nachdem sie 2009 in verschiedenen Duos angetreten war, kam sie 2010 wieder mit Hughes zusammen. 2011 spielten Day/Hughes ihre ersten Open-Turniere der FIVB World Tour. Bei den Panamerikanischen Spielen wurden sie Vierte. 2012 nahmen sie erstmals an Grand Slams teil. Das letzte Turnier 2012 in Bang Saen spielte Day ebenso wie den Grand Slam 2013 in Shanghai mit Brittany Hochevar. Anschließend trat sie in Corrientes erstmals mit Summer Ross an. Mit Whitney Pavlik gewann sie das Turnier der Continental Tour in Mexiko. Außerdem spielten Day/Pavlik die Grand Slams in Den Haag und Rom. Bei der WM 2013 in Stare Jabłonki erreichte Day an der Seite von Summer Ross die Hauptrunde, wo sie gegen das österreichische Geschwisterpaar D. Schwaiger/S. Schwaiger ausschied. 2015 und 2016 spielte Day an der Seite der ehemaligen Weltmeisterin Jennifer Kessy. 2017 war Brittany Hochevar erneut ihre Partnerin.
Von 2018 bis 2021 spielte Day zusammen mit Betsi Flint. Day/Flint gewannen 2018 das 3-Sterne-Turnier der FIVB World Tour in Haiyang und wurden 2019 bei den 3-Sterne-Turnieren in Sydney und Edmonton jeweils Zweite. Beim 4-Sterne-Turnier 2021 in Itapema erreichten sie Platz fünf.
2022 spielte Day auf der World Beach Pro Tour zunächst zusammen mit der Olympiasiegerin April Ross. Wegen einer Verletzung von Ross trat Day bei der Weltmeisterschaft in Rom mit Emily Stockman an und schied hier in der ersten Hauptrunde aus. Auf der AVP Tour war Savannah Simo ihre Ersatzpartnerin.

## Privates
Am 5. November 2022 heiratete Emily Day Iman Capers und nahm den Nachnamen ihre Ehemanns an.